# Muhammad ibn al-Nasir Bu-Shantuf
Muhammad ibn al-Nasir Bu-Shantuf fou el darrer rei de Marraqueix de la dinastia Hintata.
Va succeir al seu pare al Nàssir (que regnava encara el 1515) en data incerta entre 1515 i 1520. El 1521 Ahmad al-Aradj, fundador de la dinastia sadita, i el seu aliat, va arribar junt amb els seus homes, i es va instal·lar a Marraqueix, que va trobar quasi despoblada a causa de la fam, i es va casar amb la filla del rei que va quedar de fet sota la seva tutela política.
El 1524 el rei va intentar desfer-se del xerif i gendre però aquest i el seu germà Muhàmmad al-Xaykh es van apoderar de la kasba que sembla que estava en mans del rei; l'any següent el rei fou assassinat (1525) acabant amb ell la dinastia.